# Мартон Дардаї
Мартон Дардаї (нім. Márton Dárdai, нар. 12 лютого 2002, Берлін, Німеччина) — німецький футболіст угорського походження, центральний захисник клубу «Герта» (Берлін).

## Клубна кар'єра
Мартон Дардаї народився у Берліні у родині угорського футболіста Паль Дардаї, який на той момент захищав кольори берлінського клубу «Герта». Сам Мартон починав грати у футбол у молодіжній команді «Герти». З 2020 року Мартон почали залучати до другої команди, яка виступає у Регіональній лізі. У листопаді 2020 року Мартон дебютував у першій команді у турнірі Бундесліги.

## Збірна
З 2018 року Мартон Дардаї викликається до юнацьких збірних Німеччини різних вікових категорій.

## Особисте життя
Окрім батька Паль Дардаї, який на сьогодні є головним тренером «Герти», Мартон має також старшого брата Палко Дардаї. Який також професійний футболіст і грав за берлінську «Герту». Але у 2021 році Палко повернувся до Угорщини, де буде грати за клуб «Фегервар». Дід Мартона - Паль Дардаї-старший також є професійним футболістом і тренером.